# Antonio Cordeiro
Antonio Cordeiro (Angra do Heroísmo, 1641 – Lisbona, 2 febbraio 1722) è stato un gesuita e storico portoghese.
Antonio Cordeiro è considerato in Portogallo un autore classico per i suoi scritti sulla storia delle isole portoghesi dell'Atlantico.